# Cyrtodactylus jellesmae
Cyrtodactylus jellesmae es una especie de gecos de la familia Gekkonidae.

## Distribución geográfica
Es endémica de las Célebes (Indonesia).